# Прапор Завентема
Прапор Завентема був офіційно прийнятий муніципальною радою 25 травня 1981 року як муніципальний прапор комуни Завентем в провінції Фламандський Брабант в Бельгії. 16 липня 1981 року він був підтверджений Королівським указом і остаточно опублікований 5 вересня 1981 року та знову 4 січня 1995 року в офіційній бельгійській офіційній газеті.

Офіційно прапор описується так: 
Три однаково високі смуги жовтого, синього та білого кольорів, на блакитному зображена голова кабана натурального кольору з білими бивнями.
Прапор є комбінацією колишніх прапорів Завентема, Носсегема та Сінт-Стівенс-Волуве (синьо-жовтий) і Стерребека (синьо-білий). Голова кабана походить від прапора, зображеного на колишньому гербі Завентема. 

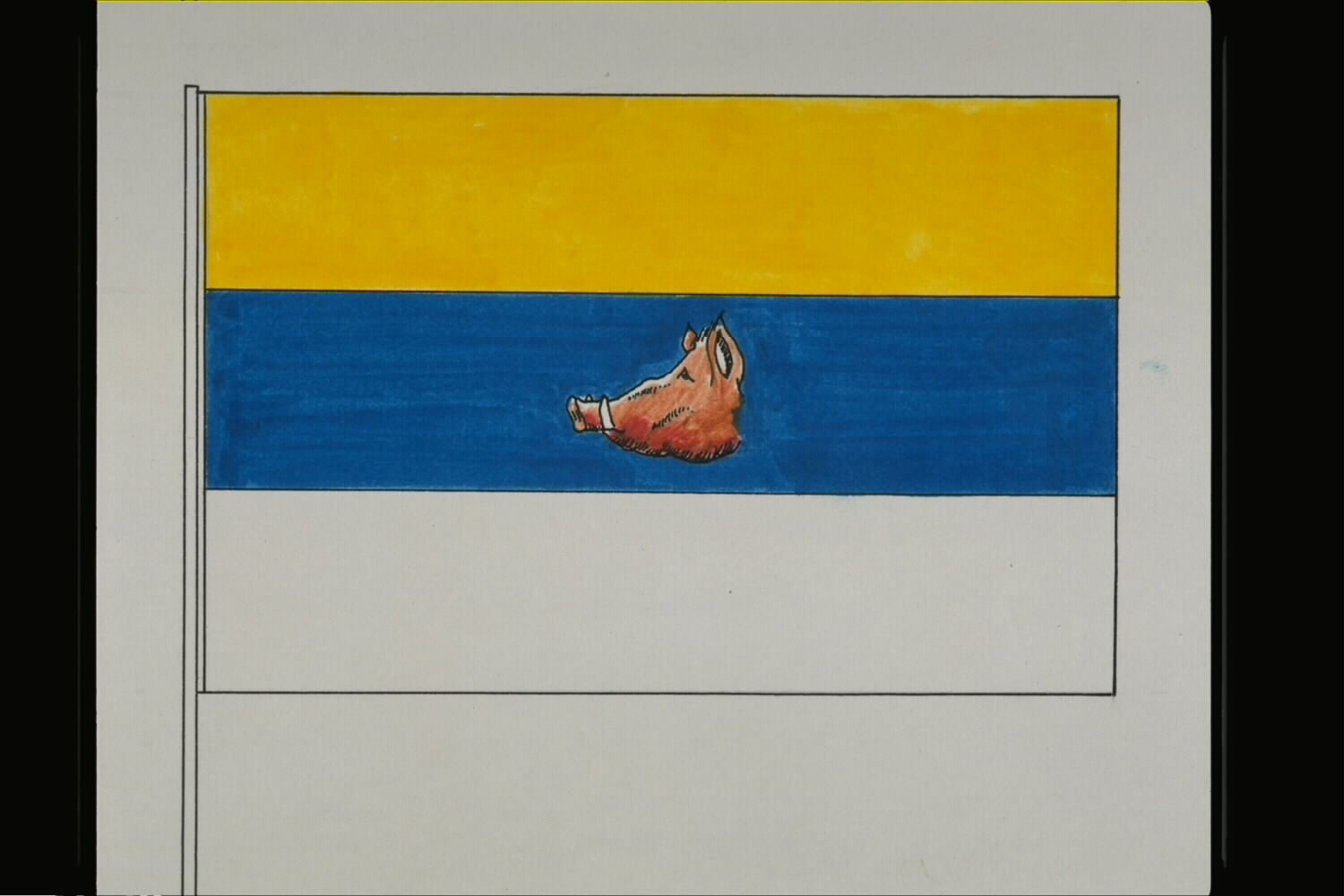
Офіційний малюнок прапора